# Резолюция Совета Безопасности ООН 186
Резолюция Совета Безопасности ООН 186 — резолюция, принятая 4 марта 1964 года. 
Она призывала все государства-члены ООН соблюдать все обязательства согласно Уставу ООН в Кипрском вопросе, обратилась к правительству Кипра принять все дополнительные меры, необходимые для прекращения насилия и кровопролития, а также призывала общины Кипра и их лидеров проявлять сдержанность. В резолюции содержались рекомендации по созданию Сил ООН по поддержанию мира на Кипре.
Резолюция также рекомендовала назначение Генеральным секретарём ООН посредника в согласии с правительствами Кипра, Греции, Турции и Великобритании для урегулирования проблем между общинами на Кипре и мира в целом на острове.
Резолюция была принята 11 голосами из 11.

## См.также
- Резолюция Совета Безопасности ООН 187 (1964)